# Altoud

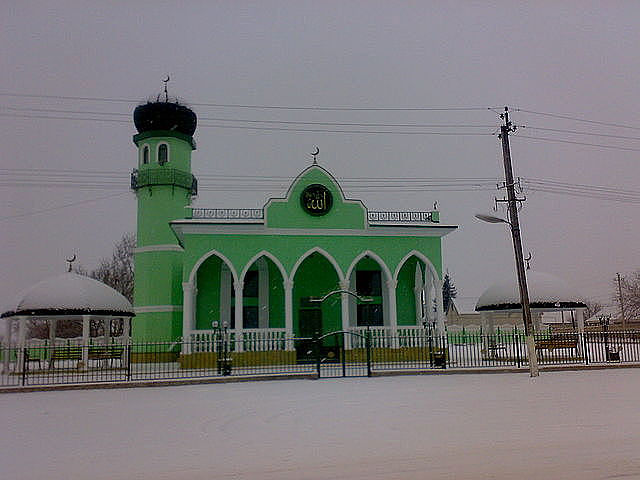
Vue de la mosquée du village.

Altoud (Алтуд) est un village de Kabardino-Balkarie dans le sud de la fédération de Russie (district fédéral du Caucase du Nord). Il est le centre administratif de la municipalité rurale du même nom qui regroupe 5 432 habitants en 2015 sur 79 km2. Le village d'Altoud est à 277 mètres d'altitude.

## Géographie
La commune se trouve dans la partie sud-ouest du raïon de Prokhladny, sur une colline surplomblant la vallée de la rivière Baksanionok (affluent droit de la Malka). Altoud est à 14 kilomètres au sud-ouest du chef-lieu Prokhladny et à 55 kilomètres au nord-est de la capitale régionale, Naltchik. Le village est traversé par l'autoroute régionale Baksan-Prokhladny.
La commune est limitée par les localités suivantes : Saratovsky au nord-ouest; Tchernigovskoïe et Yantarnoïe au nord ; Prokhladny au nord-est ; Matveïevsky et Novo-Voznessensky à l'est ; Novo-Poltavkoïe au sud-est et les hameaux ruraux de Petropavlovsky, Alexandrovsky et Tsoraïevsky à l'ouest. Altoud se trouve sur une pente de la plaine kabardine au début des contreforts des monts du Caucase. Le territoire de cette commune rurale s'élève entre 300 mètres d'altitude au nord-ouest et 192 mètres au sud-est. Son altitude moyenne est de 247 mètres. Le relief est fait de petites collines (nord-ouest/sud-est). La vallée de la rivière Baksan s'étend au sud-ouest et est entourée de petites hauteurs. 
Le réseau hydrographique est représenté par la rivière Baksanionok et des petits cours d'eau qui prennent ici leur source. Le climat est tempéré avec des étés chauds (température moyenne en juillet 28°) et des hivers frais (température moyenne en janvier -7°). Les précipitations sont de 500 mm. Elles sont les plus basses dans la période d'avril à juin.

## Histoire
Une légende subsiste à propos de l'origine du village. Le prince tcherkesse Tambiev aurait acheté cette terre aux Tatars, mais ceux-ci en demandaient un grand prix : ils n'exigeaient pas moins que la femme du prince, du nom d'Altoud. Quand la négociation toucha à son terme, la belle Altoud se suicida. On fit élever un kourgan sur le lieu de sa mort qui porte son nom.
Il est difficile de dater quand le village a été fondé, mais - selon des archives - l'aoul du prince Mourzbek Tambiev existait au XVIIe siècle sur le territoire actuel de la commune et constitue le berceau de la lignée des princes kabardes Tambiev, une des familles féodales les plus puissantes de la Kabardie de l'époque. Autour de l'aoul, des hameaux se sont petit à petit constitués par des familles arrivées d'autres aouls plus pauvres. C'est ainsi que s'est formé l'aoul de Guédouko.
Au cours de la grande réforme rurale des années 1860, les autorités impériales décident de fixer la population dans des villages plus importants, c'est ainsi qu'à l'aoul de Tambievo II est adjoint l'aoul voisin d'Ekhchokovo. De 1861 à 1869, il fait partie de l'okroug de Kabardie de l'oblast du Terek, de 1869 à 1874 de l'okroug de Gueorguievsk, de 1874 à 1883 de l'okroug de Piatigorsk et de 1883, jusqu'en 1917, de l'okroug de Naltchik de l'oblast du Terek. En 1901, l'aoul avait un conseil municipal rural, une école avec classe unique, une petite mosquée et trois magasins artisanaux. Le 8 juillet 1920, toutes les localités de l'okroug de Naltchik portant les noms de leurs anciens princes et d'autres nobles reçoivent d'autres nom de la part des autorités soviétiques. L'aoul Tambievo II devient le village Altoud et il se constitue en soviet rural, incorporant à la même époque l'aoul de Guédouko.
De 1922 à 1924, Altoud fait partie de l'okroug de Baksan dans l'oblast autonome de Kabardino-Balkarie. Le 22 mars 1924, il fait partie de l'okroug de Primalkinskoïe, puis de 1938 à 1945 il devient le centre administratif de cet okroug.
Le village est occupé par les Allemands du 31 août 1942 au 3 janvier 1943 et libéré par les forces du front de Transcaucasie au cours des opérations du Caucase du Nord commencées en janvier 1943, alors que les Allemands sont empêtrés dans la bataille de Stalingrad. 
Le 28 octobre 1959, la commune d'Altoud est intégrée au nouveau raïon de Prokhladny, mais se sépare de Guédouko qui est intégré au village de Tchiornaïa Rietchka. Après la chute de l'URSS, Le soviet est dissous en 1992 et la commune formée sur de nouvelles bases.

## Population
Le village est composé à plus de 99 % de Kabardes, selon le recensement de 2010 en Russie, et la plupart sont pratiquants sunnites de tendance hanafite. Depuis les années 2000, ils se réunissent dans une petite mosquée qui donne aussi des cours de langue arabe et de calligraphie.

### Recensements
- 1874: 1 119 habitants
- 1883: 1 396
- 1895: 1 607
- 1901: 1 719
- 1911: 1 868
- 1915: 2 344
- 1925: 2 114
- 1939: 2 696
- 1970: 3 431
- 2002: 5 416
- 2010: 5 326
- 2013: 5 400
- 2015: 5 432

## Enseignement
Le village possède deux jardins d'enfants et deux écoles primaires jusqu'au niveau moyen (école n°1 et école n°2).

## Économie
La commune d'Altoud vit de petites entreprises de production et d'entreprises agricoles individuelles. Selon les données fiscales de la municipalité, les entreprises de production présentes sur le territoire de la commune sont les suivantes :
- ООО «Алтуд», Altoud
- ООО «Вертекс», Vertex
- ООО «Глобус», Globus
- ООО «Жемчужина», Jemtchoujina (trad. Perle)
- ООО «Милади», Milady
- ООО «Радуга», Radouga (trad. Arc-en-ciel)
- ООО «Роза ветров», Roza vetrov (trad. Rose des vents)
- ООО «Санэ», Sanè
- ООО СХП «Терек», Terek
- ООО «Холод», Kholod (trad. Froid)
- ООО «Юник», Unique
- ООО Н-20 «Эльбрус», Elbrouz

## Patrimoine
Deux sites d'importance fédérale sont conservés sur le territoire de la commune : le site archéologique d'Altoud datant du XIVe siècle et présentant des vestiges de village féodal ; et les kourgans d'Altoud composés de douze monticules circassiens datant du XIVe siècle au XVIIe siècle.

## Source
- (ru) Cet article est partiellement ou en totalité issu de l’article de Wikipédia en russe intitulé « Алтуд » (voir la liste des auteurs).